# جولييت كومبتون
جولييت كومبتون (بالإنجليزية: Juliette Compton)‏ (و. 1899 – 1989 م) هي ممثلة من الولايات المتحدة الأمريكية . ولدت في كولومبوس .
توفيت في باسادينا، كاليفورنيا .

## روابط خارجية
- جولييت كومبتون على موقع IMDb (الإنجليزية)
- جولييت كومبتون على موقع ألو سيني (الفرنسية)
- جولييت كومبتون على موقع قاعدة بيانات برودواي على الإنترنت (الإنجليزية)
- جولييت كومبتون على موقع قاعدة بيانات الأفلام السويدية (السويدية)
- جولييت كومبتون على موقع قاعدة بيانات الفيلم (الإنجليزية)
- جولييت كومبتون على موقع كينوبويسك (الروسية)